# Nouvelle chance
Nouvelle chance è un film del 2006 diretto da Anne Fontaine.